# 長谷川隆一
長谷川 隆一（はせがわ りゅういち、1949年 - ）は日本の厚生労働官僚、生化学者。学位は薬学博士（静岡薬科大学）。国立医薬品食品衛生研究所医薬安全科学部前部長。

## 概要

### 生い立ち
1972年に静岡薬科大学薬学部製薬学科を卒業し、同大学にて大学院薬学研究科に進む。1997年に博士課程を中途退学する。なお、1978年3月、論文「myo-Inositol欠乏酵母における中性脂質蓄積機構についての研究」にて静岡薬科大学より博士号を取得している。

### 学究活動
その後、アメリカ合衆国に渡航し、1978年よりミシガン州立大学にて研究員として勤務する。帰国後は厚生省の附属機関である国立衛生試験所に研究員として採用される。1997年に国立衛生試験所は国立医薬品食品衛生研究所に改組され、長谷川も国立医薬品食品衛生研究所の職員となる。2002年、国立医薬品食品衛生研究所に医薬安全科学部が新設され、長谷川は部長に就任した。2010年、定年退官。

## 研究
専門は生化学であり、脂質の代謝調節、デオキシリボ核酸の酸化障害や組織損傷・発癌などに関する研究を行ってきた。そのほかに薬剤学や毒性学に関する研究も行っており、水質汚染や化学物質の毒性研究などを行っている。例として、ダイオキシン類、フタル酸エステル、アルキルフェノール、ビスフェノールAなど、俗に言う「環境ホルモン」の毒性を評価・研究した。なお、日本トキシコロジー学会より認定トキシコロジストの資格を取得している。